# Úholičky
Úholičky är en ort i Tjeckien.   Den ligger i regionen Mellersta Böhmen, i den centrala delen av landet, 10 km nordväst om huvudstaden Prag. Úholičky ligger 249 meter över havet och antalet invånare är 565.
Terrängen runt Úholičky är platt. Runt Úholičky är det tätbefolkat, med 762 invånare per kvadratkilometer. Närmaste större samhälle är Prag, 10,2 km sydost om Úholičky. Trakten runt Úholičky består till största delen av jordbruksmark.